# Olivier Koop
Gerardus Olivier Koop (Hoorn (Noord-Holland), 13 december 1885 – Haarlem, 8 oktober 1967) was een Nederlands componist, organist en koordirigent.
Hij was zoon van Nicolaas Koop en diens tweede vrouw Jannetje Mak. Hijzelf was getrouwd met Hendrika Johanna Maria Appelboom. Hij was begiftigd met het gouden erekruis Pro Ecclesia et Pontifice en drager van de houden medaille van de Nederlandse Sint-Gregoriusvereniging. Hij werd begraven op de Rooms-Katholieke begraafplaats te Overveen. Kleinzoon (via dochter H.M. Koop) Kees Wennekendonk werd kunstenaar.
Hij kreeg zijn muziekopleiding van zijn vader (barbier, winkelier en muzikant) en een vioolstudie bij stadsmuziekmeester Heinrich Friedrich Utermöhlen, die hem al op jeugdige leeftijd in zijn orkest opnam. Een vervolgstudie kwam aan de Muziekschool der Toonkunst in Amsterdam, waar hij zijn pianodiploma haalde. Hij werd vervolgens muziekonderwijzer in Hoorn en ook dirigent van de koren Crescendo en Cantemus Domino. Hij was daarna organist, dirigent, muziekonderwijzer te Amsterdam (leider van koren van De Duif, Sint-Willibrorduskerk buiten de Veste en De Boom) Overveen en Aerdenhout (Paduakerk). In 1960 vierde hij zijn 75ste verjaardag, waarbij ook stil werd gestaan bij de baan als muziekcriticus bij de Nieuwe Haarlemsche Courant. Hij woonde toen aan de Ramplaan 21. Hij was ook langere tijd verbonden aan de Rooomsch Katholieke Organisten en Directeuren Vereniging (RKODV). 
Uit zijn pen vloeiden tientallen liedjes etc.:
- Taalpotpourri, een humoreske in walsvorm voor mannenkoor
- O quam suavis est, voor gemengd koor
- Gesprek tussen Jan en den pastoor, voor zangstem en piano
- 24 kerstliederen voor piano en/of een- of stemmig zang, blokfluit, viool of andere melodie-instrumenten; Broekmans & Van Poppel
- St. Nikolaasliedjes voor de blokfluit (Metro Muziek)

Zijn De winterkabouter, een lied op tekst van David Tomkins werd vastgelegd door Meisjeskoor De Merels onder leiding van Lo van der Werf op Varagram. Tevens bracht hij Elementaire muziekleer voor koorzangers uit.